# Team Eurosped
Team Eurosped was een volleybalvereniging uit Vroomshoop, gemeente Twenterand (Overijssel) en uitkomend in de Eredivisie. De club speelde haar thuiswedstrijden vanaf seizoen 2017-2018 in Het Punt in Vroomshoop na de verhuizing van de IISPA topsporthal in Almelo. Het team stond onder leiding van trainer Jan Berendsen.
In januari 2023 hief de club zichzelf op na het wegvallen van sponsorinkomsten.

## Selectie 2019/20
| No.               | Naam                      | Land               | Positie         | Geb.datum  | Lengte |
| ----------------- | ------------------------- | ------------------ | --------------- | ---------- | ------ |
| 1                 | Susanne Kos               | Vlag van Nederland | Libero          | 05-01-2000 | 1.70 m |
| 2                 | Charlotte Haar            | Vlag van Nederland | Spelverdeler    | 12-05-1999 | 1.81 m |
| 3                 | Ester de Vries            | Vlag van Nederland | Passer-loper    | 26-02-1992 | 1.83 m |
| 4                 | Eline Gommans             | Vlag van Nederland | Middenaanvaller | 02-07-1994 | 1.88 m |
| 5                 | Kirsten Wessels           | Vlag van Nederland | Passer-loper    | 04-08-1998 | 1.86 m |
| 6                 | Dagmar Boom               | Vlag van Nederland | Passer-loper    | 01-05-2000 | 1.82 m |
| 7                 | Charlot Vellener          | Vlag van Nederland | Spelverdeler    | 30-05-2001 | 1.80 m |
| 8                 | Vera Mulder               | Vlag van Nederland | Diagonaal       | 14-09-2000 | 1.89 m |
| 9                 | Eline Timmerman           | Vlag van Nederland | Middenaanvaller | 30-12-1998 | 1.91 m |
| 10                | Jolien Knollema           | Vlag van Nederland | Passer-loper    | 05-01-2003 | 1.88 m |
| 11                | Lobke Overtoom            | Vlag van Nederland | Diagonaal       | 24-11-1996 | 1.87 m |
| 12                | Marianne het Lam-Scholten | Vlag van Nederland | Middenaanvaller | 19-09-1991 | 1.90 m |
| Trainer/coach     | Jan Berendsen             | Vlag van Nederland |                 |            |        |
| Assistent-trainer | Jeffrey Scharbaai         | Vlag van Nederland |                 |            |        |